# مانوئل رودریگز
مانوئل رودریگز (انگلیسی: Manuel del Socorro Rodríguez; ۳ آوریل ۱۷۵۸ – ۲ ژوئن ۱۸۱۹) یک روزنامه‌نگار کوبایی بود. او به عنوان بنیانگذار روزنامه‌نگاری در کلمبیا شناخته می‌شود. پنج سال قبل از ورودش به حاکمیت گاراندا، در سال ۱۷۸۵ زمین لرزه در این منطقه بوقوع پیوست و مانوئل این زمین لرزه را در منتشر کرد و این باعث تولد روزنامه‌نگاری در کلمبیا شد.

## زندگی
مانوئل در ۳ آوریل ۱۷۵۸ در شهر بایامو متولد شد. حدود سال ۱۷۹۰ در ماه ژوئن جزیره کاریبین را ترک کرد که کلمبیای امروزی می‌باشد. او از طریق کشتی توانست از طریق رودخانه ماگدالنا، به اوندا و از آنجا به بوگوتا برود. در سال ۱۷۹۱، او شروع به چاپ روزنامهٔ به نام El Semanario کرد. بعد از این روزنامه ابتدایی، وی کار خود را ارتقاء داد و در سال ۱۸۰۷ او در روزنامه خود گزارشی از جنبش استقلال کلمبیا از سلطه اسپانیا را منتشر کرد.

## درگذشت
او در روز ۳ ژوئن ۱۸۱۹ قبل از اینکه استقلال واقعی در کلمبیا برقرار شود، در پایتخت کلمبیا درگذشت.